# Masters de 2017
El Masters de 2017 (conocido en inglés y por motivos de patrocinio como 2017 Dafabet Masters) fue un torneo de snooker, profesional y de invitación, que se celebró entre el 15 y el 22 de enero en el Alexandra Palace de la ciudad inglesa de Londres. Fue la cuadragésima tercera edición del Masters, organizado por primera vez en 1975, y la segunda cita de la temporada 2016-17 de las tres que componen la Triple Corona, después del Campeonato del Reino Unido de 2016 y sucedida por el Campeonato Mundial de Snooker de 2017. Ronnie O'Sullivan, que se impuso (10-7) a Joe Perry en la final, revalidó el título conseguido en la edición anterior y se proclamó campeón del torneo por séptima vez.

## Resultados

### Cuadro del torneo
Entre paréntesis, se indica el puesto en el que accedieron al torneo los jugadores que llegaron al Alexandra Palace. Recalcado en negrita figura el ganador de cada partido:
|  | primera ronda (mejor de 11) | primera ronda (mejor de 11) |                       |    | cuartos de final (mejor de 11) | cuartos de final (mejor de 11) |  |  | semifinales (mejor de 11) | semifinales (mejor de 11) |  |  | final (mejor de 19) | final (mejor de 19) |
|  |                             |                             |                       |    |                                |                                |  |  |                           |                           |  |  |                     |                     |
|  |                             |                             |                       |    |                                |                                |  |  |                           |                           |  |  |                     |                     |
|  |                             |                             |                       |    |                                |                                |  |  |                           |                           |  |  |                     |                     |
|  | Ronnie O'Sullivan (1)       | 6                           |                       |    |                                |                                |  |  |                           |                           |  |  |                     |                     |
|  | Ronnie O'Sullivan (1)       | 6                           |                       |    |                                |                                |  |  |                           |                           |  |  |                     |                     |
|  | Liang Wenbo (12)            | 5                           |                       |    |                                |                                |  |  |                           |                           |  |  |                     |                     |
|  | Liang Wenbo (12)            | 5                           | Ronnie O'Sullivan (1) | 6  |                                |                                |  |  |                           |                           |  |  |                     |                     |
|  |                             |                             | Ronnie O'Sullivan (1) | 6  |                                |                                |  |  |                           |                           |  |  |                     |                     |
|  |                             | Neil Robertson (8)          | 3                     |    |                                |                                |  |  |                           |                           |  |  |                     |                     |
|  | Neil Robertson (8)          | Neil Robertson (8)          | 3                     | 6  |                                |                                |  |  |                           |                           |  |  |                     |                     |
|  | Neil Robertson (8)          |                             |                       | 6  |                                |                                |  |  |                           |                           |  |  |                     |                     |
|  | Ali Carter (13)             | 3                           |                       |    |                                |                                |  |  |                           |                           |  |  |                     |                     |
|  | Ali Carter (13)             | 3                           | Ronnie O'Sullivan (1) | 6  |                                |                                |  |  |                           |                           |  |  |                     |                     |
|  |                             |                             | Ronnie O'Sullivan (1) | 6  |                                |                                |  |  |                           |                           |  |  |                     |                     |
|  |                             | Marco Fu (14)               | 4                     |    |                                |                                |  |  |                           |                           |  |  |                     |                     |
|  | Judd Trump (5)              | Marco Fu (14)               | 4                     | 5  |                                |                                |  |  |                           |                           |  |  |                     |                     |
|  | Judd Trump (5)              |                             |                       | 5  |                                |                                |  |  |                           |                           |  |  |                     |                     |
|  | Marco Fu (14)               | 6                           |                       |    |                                |                                |  |  |                           |                           |  |  |                     |                     |
|  | Marco Fu (14)               | 6                           | Marco Fu (14)         | 6  |                                |                                |  |  |                           |                           |  |  |                     |                     |
|  |                             |                             | Marco Fu (14)         | 6  |                                |                                |  |  |                           |                           |  |  |                     |                     |
|  |                             | Mark Allen (10)             | 2                     |    |                                |                                |  |  |                           |                           |  |  |                     |                     |
|  | John Higgins (4)            | Mark Allen (10)             | 2                     | 5  |                                |                                |  |  |                           |                           |  |  |                     |                     |
|  | John Higgins (4)            |                             |                       | 5  |                                |                                |  |  |                           |                           |  |  |                     |                     |
|  | Mark Allen (10)             | 6                           |                       |    |                                |                                |  |  |                           |                           |  |  |                     |                     |
|  | Mark Allen (10)             | 6                           | Ronnie O'Sullivan (1) | 10 |                                |                                |  |  |                           |                           |  |  |                     |                     |
|  |                             |                             | Ronnie O'Sullivan (1) | 10 |                                |                                |  |  |                           |                           |  |  |                     |                     |
|  |                             | Joe Perry (9)               | 7                     |    |                                |                                |  |  |                           |                           |  |  |                     |                     |
|  | Stuart Bingham (3)          | Joe Perry (9)               | 7                     | 1  |                                |                                |  |  |                           |                           |  |  |                     |                     |
|  | Stuart Bingham (3)          |                             |                       | 1  |                                |                                |  |  |                           |                           |  |  |                     |                     |
|  | Joe Perry (9)               | 6                           |                       |    |                                |                                |  |  |                           |                           |  |  |                     |                     |
|  | Joe Perry (9)               | 6                           | Joe Perry (9)         | 6  |                                |                                |  |  |                           |                           |  |  |                     |                     |
|  |                             |                             | Joe Perry (9)         | 6  |                                |                                |  |  |                           |                           |  |  |                     |                     |
|  |                             | Ding Junhui (6)             | 1                     |    |                                |                                |  |  |                           |                           |  |  |                     |                     |
|  | Ding Junhui (6)             | Ding Junhui (6)             | 1                     | 6  |                                |                                |  |  |                           |                           |  |  |                     |                     |
|  | Ding Junhui (6)             |                             |                       | 6  |                                |                                |  |  |                           |                           |  |  |                     |                     |
|  | Kyren Wilson (16)           | 3                           |                       |    |                                |                                |  |  |                           |                           |  |  |                     |                     |
|  | Kyren Wilson (16)           | 3                           | Joe Perry (9)         | 6  |                                |                                |  |  |                           |                           |  |  |                     |                     |
|  |                             |                             | Joe Perry (9)         | 6  |                                |                                |  |  |                           |                           |  |  |                     |                     |
|  |                             | Barry Hawkins (11)          | 5                     |    |                                |                                |  |  |                           |                           |  |  |                     |                     |
|  | Shaun Murphy (7)            | Barry Hawkins (11)          | 5                     | 1  |                                |                                |  |  |                           |                           |  |  |                     |                     |
|  | Shaun Murphy (7)            |                             |                       | 1  |                                |                                |  |  |                           |                           |  |  |                     |                     |
|  | Barry Hawkins (11)          | 6                           |                       |    |                                |                                |  |  |                           |                           |  |  |                     |                     |
|  | Barry Hawkins (11)          | 6                           | Barry Hawkins (11)    | 6  |                                |                                |  |  |                           |                           |  |  |                     |                     |
|  |                             |                             | Barry Hawkins (11)    | 6  |                                |                                |  |  |                           |                           |  |  |                     |                     |
|  |                             | Mark Selby (2)              | 3                     |    |                                |                                |  |  |                           |                           |  |  |                     |                     |
|  | Mark Selby (2)              | Mark Selby (2)              | 3                     | 6  |                                |                                |  |  |                           |                           |  |  |                     |                     |
|  | Mark Selby (2)              |                             |                       | 6  |                                |                                |  |  |                           |                           |  |  |                     |                     |
|  | Mark Williams (15)          | 5                           |                       |    |                                |                                |  |  |                           |                           |  |  |                     |                     |
|  | Mark Williams (15)          | 5                           |                       |    |                                |                                |  |  |                           |                           |  |  |                     |                     |

## Centenas
Los jugadores consiguieron amasar un total de veintiséis centenas durante el torneo. La más alta, de 141, fue obra de Marco Fu. Así se distribuyeron:
- 141, 140, 130, 110, 110, 102 — Marco Fu
- 139, 109, 101 — Mark Selby
- 132 — Stuart Bingham
- 127, 117, 116, 115, 107 — Joe Perry
- 122, 121, 112 — Ronnie O'Sullivan
- 120 — Ding Junhui
- 117 — Neil Robertson
- 112, 102 — Judd Trump
- 111 — John Higgins
- 109 — Liang Wenbo
- 106 — Kyren Wilson
- 104 — Mark Allen